# Henri de Villenfagne de Vogelsanck
Henri Louis Marie Joseph Ghislain baron de Villenfagne de Vogelsanck (Saint-Gervais-la-Forêt (Frankrijk), 17 september 1916 – Heusden-Zolder, 14 juni 2015) was van 1953 tot 1964 burgemeester van Zolder, tegenwoordig een deelgemeente van de Belgische gemeente Heusden-Zolder.

## Afkomst
Henri de Villenfagne de Vogelsanck was een telg uit het oude geslacht De Villenfagne dat reeds op het einde van de 17de eeuw door koning Karel II van Spanje in de adelstand werd verheven met de erfelijke titel baron en barones voor alle nakomelingen. In 1785 verkreeg de oudste telg van de familietak De Villenfagne de Vogelsanck van keizer Jozef II de titel baron van het Heilige Roomse Rijk der Duitse Natie.
Hij was de zoon van Jean de Villenfagne de Vogelsanck (1888-1976) en Elisabeth van de Werve d'Immerseel (1892-1990) en werd geboren tijdens de Eerste Wereldoorlog toen de familie een onderdak gevonden had in het Franse Saint-Gervais-la-Forêt nabij de stad Blois.

## Gemeentepolitiek
In 1940, tijdens de Tweede Wereldoorlog, was hij piloot bij de Belgische Luchtmacht en werd krijgsgevangene in Stalag-IIB nabij Czarne. Vrijgekomen trad hij toe tot het Verzet (Lijn Comète).
Na de oorlog werd hij voorzitter van het Rode Kruis Limburg en nationaal voorzitter van het Werk voor verlaten en onaangepaste kinderen.
Toen zijn vader Jean zich uit de gemeentepolitiek terugtrok, was het de beurt aan zoon Henri om in zijn voetsporen te treden. Bij de gemeenteraadsverkiezingen van 1952 behaalde zijn lijst vijf zetels op elf gemeenteraadsleden, net zoveel als de lijst van uittredend burgemeester Felix Vanvelk. De twee lijsten vormden een coalitie met Vanvelk als burgemeester en De Villenfagne als tweede schepen.
Reeds enkele maanden later, op 7 maart 1953, ruimde Vanvelk plaats en werd baron de Villenfagne als burgemeester geïnstalleerd. Vanvelk werd eerste schepen. De Villenfagne zette zich vooral in voor de sociale woningbouw, de infrastructuur maar vooral voor het toerisme. Hij was de oprichter van de Zolderse VVV-dienst en onder zijn impuls openden er in Bolderberg een aantal hotels.
Bij de volgende verkiezingen in 1958 behaalde de burgemeesterslijst de absolute meerderheid (zeven verkozenen op elf gemeenteraadsleden) en De Villenfagne zette zijn beleid inzake toerisme verder. Zolder werd op de internationale kaart gezet en dit werd mede mogelijk gemaakt door de opening in 1963 van de Omloop van Terlaemen die onder zijn impuls werd aangelegd.
In de aanloop naar de verkiezingen van 1964 verenigde de oppositie zich rond geneesheer Jozef Lemmens. De lijst van Lemmens haalde het met zes zetels op elf verkozenen nipt van de lijst van de baron die in de oppositie terechtkwam. Ook bij de volgende verkiezingen van 1970 haalde de lijst van uittredend burgemeester Lemmens het nipt van de lijst van baron de Villenfagne (zeven tegen zes verkozenen op dertien gemeenteraadsleden) waardoor deze laatste in de oppositie bleef.
Bij de eerste verkiezingen in de fusiegemeente Heusden-Zolder werden de twee Zolderse lijsten geïntegreerd in de CVP-lijst die de absolute meerderheid behaalde. Henri de Villenfagne werd schepen van Toerisme en Technische aangelegenheden onder burgemeester Jozef Aerts. In 1982 nam hij afscheid van de politiek.

## Nadien
Na zijn politiek afscheid liet de baron het kasteel Vogelsanck en de kasteelboerderij restaureren. Een klassering van het kasteel als beschermd monument heeft hij steeds geweigerd. Vanaf 1986 ijverde hij voor de herwaardering en de restauratie van de Kluis van Bolderberg.
De Villenfagne was een golfliefhebber en liet enkele holes in zijn kasteeltuin aanleggen.

## Huwelijk en nakomelingen
Henri de Villenfagne de Vogelsanck trouwde op 19 februari 1941 met gravin Louise-Marie de Lichtervelde (1919-2013), dochter van historicus graaf Louis de Lichtervelde (1889-1959) die kabinetschef was van premier Charles de Broqueville. Zij kregen acht kinderen:
- barones Gaëtane (1941-1999) die huwde met baron Claude de Vinck (1933-2008). Zij hebben vijf kinderen.
- baron Claude (1942) die huwde met barones Isabel t'Kint de Roodenbeke. Hij is na het overlijden van zijn vader hoofd van de tak Vogelsanck. Zij hebben negen kinderen.
- barones Marie-Noëlle (1943) die huwde met baron Hervé de Villenfagne de Loën. Zij hebben zes kinderen.
- baron Patrick (1945) die huwde met jkvr. Marie-Bénédicte de Fabribeckers de Cortils de Grâce: bewoners van het kasteel van Blehen. Zij hebben vijf kinderen.
- barones Bénédicte (1948) die huwde met baron Carl Anton de Broich: bewoners van Kasteel Broeck. Zij hebben vier kinderen.
- baron Jean-Michel (1949) die huwde met jkvr. Bénédicte Dumont de Chassart. Zij hebben twee kinderen.
- barones Anne-Muriel (1953) die huwde met jhr. Etienne de Lhoneux. Zij hebben vijf kinderen.
- baron Tanguy (1955) die huwde met gravin Chantal d'Ursel. Zij hebben vier kinderen.

In 2011 vierden de echtelingen hun platina huwelijksjubileum.